# 小行星5678
小行星5678（5678 DuBridge）是一颗绕太阳运转的小行星，为主小行星带小行星。该小行星于1989年10月1日发现。

## 轨道参数
小行星5678的轨道半长轴为2.7307301 UA，离心率为0.273。